# Alessandrina Luisa di Danimarca
Alessandrina Luisa, Principessa di Danimarca e Islanda (Alexandrine-Louise Caroline-Mathilde Dagmar; Copenaghen, 12 dicembre 1914 – Copenaghen, 26 aprile 1962), figlia del principe di Danimarca Harald e nipote di Federico VIII di Danimarca.
Come moglie del conte Luitpold di Castell-Castell è diventata contessa di Castell-Castell per matrimonio.

## Matrimonio
Prima del suo matrimonio, Alessandrina Luisa è stata presa in considerazione come regina consorte di Edoardo VIII del Regno Unito.
Durante le Olimpiadi estive 1936 a Berlino Luitpoldo. Prima della sua partenza da Berlino, Luitpoldo propose a Alessandrina Luisa di sposarlo. Lei accettò. Al momento del l'annuncio di fidanzamento, Leopoldo era studente di legge residente a Monaco di Baviera.
Luipoldo e Alessandrina Luisa si sposarono il 22 gennaio 1937 a Palazzo Christiansborg a Copenaghen. Il filmato del matrimonio su pellicola di nitrato è conservata al Danish Film Institute.
La coppia ebbe tre figli:
- Amelia Alessandrina Elena Carolina Matilde Paolina (Berlino 25 maggio 1938), sposò, a Hochburg, in una cerimonia civile il 3 settembre 1965 e in una cerimonia religiosa 5 settembre 1965 Oscar Ritter von zu Aichholz Miller (Vienna 7 luglio 1934);
- Thyra Antonia Maria Teresa Feodora Agnese (Berlino 14 settembre 1939) sposò, a Copenaghen, il 3 novembre 1961 Karl Moritz Moes (Copenaghen 17 ottobre 1937);
- Otto Luipoldo Gustavo Federico Christian Harald Carlo (13 marzo 1942 - 19 marzo 1943)

## Morte
Il conte Leopoldo è stato ucciso in azione a seconda guerra mondiale in Bankya vicino a Sofia, Bulgaria il 6/8 novembre 1941.
La contessa Alessandrina Luisa morì a Copenaghen il 26 aprile 1962.

## Ascendenza
|                                                                 |                                                      |                                                                | Genitori                                                |  |  | Nonni |  |  | Bisnonni                  |  |  | Trisnonni                                                      |  |
|                                                                 |                                                      |                                                                |                                                         |  |  |       |  |  | Cristiano IX di Danimarca |  |  | Federico Guglielmo di Schleswig-Holstein-Sonderburg-Glücksburg |  |
|                                                                 |                                                      |                                                                |                                                         |  |  |       |  |  | Cristiano IX di Danimarca |  |  | Federico Guglielmo di Schleswig-Holstein-Sonderburg-Glücksburg |  |
|                                                                 |                                                      | Luisa Carolina d'Assia-Kassel                                  |                                                         |  |  |       |  |  | Cristiano IX di Danimarca |  |  |                                                                |  |
| Federico VIII di Danimarca                                      |                                                      |                                                                |                                                         |  |  |       |  |  | Cristiano IX di Danimarca |  |  |                                                                |  |
|                                                                 |                                                      | Luisa d'Assia-Kassel                                           | Guglielmo d'Assia-Kassel                                |  |  |       |  |  |                           |  |  |                                                                |  |
|                                                                 |                                                      | Luisa d'Assia-Kassel                                           | Guglielmo d'Assia-Kassel                                |  |  |       |  |  |                           |  |  |                                                                |  |
|                                                                 |                                                      | Luisa d'Assia-Kassel                                           | Luisa Carlotta di Danimarca                             |  |  |       |  |  |                           |  |  |                                                                |  |
| Harald di Danimarca                                             |                                                      | Luisa d'Assia-Kassel                                           |                                                         |  |  |       |  |  |                           |  |  |                                                                |  |
|                                                                 |                                                      | Carlo XV di Svezia                                             | Oscar I di Svezia                                       |  |  |       |  |  |                           |  |  |                                                                |  |
|                                                                 |                                                      | Carlo XV di Svezia                                             | Oscar I di Svezia                                       |  |  |       |  |  |                           |  |  |                                                                |  |
|                                                                 |                                                      | Carlo XV di Svezia                                             | Giuseppina di Leuchtenberg                              |  |  |       |  |  |                           |  |  |                                                                |  |
| Luisa di Svezia                                                 |                                                      | Carlo XV di Svezia                                             |                                                         |  |  |       |  |  |                           |  |  |                                                                |  |
|                                                                 |                                                      | Luisa dei Paesi Bassi                                          | Federico d'Orange-Nassau                                |  |  |       |  |  |                           |  |  |                                                                |  |
|                                                                 |                                                      | Luisa dei Paesi Bassi                                          | Federico d'Orange-Nassau                                |  |  |       |  |  |                           |  |  |                                                                |  |
|                                                                 |                                                      | Luisa dei Paesi Bassi                                          | Luisa di Prussia                                        |  |  |       |  |  |                           |  |  |                                                                |  |
| Alessandrina Luisa di Danimarca                                 |                                                      | Luisa dei Paesi Bassi                                          |                                                         |  |  |       |  |  |                           |  |  |                                                                |  |
|                                                                 | Federico di Schleswig-Holstein-Sonderburg-Glücksburg | Federico Guglielmo di Schleswig-Holstein-Sonderburg-Glücksburg |                                                         |  |  |       |  |  |                           |  |  |                                                                |  |
|                                                                 | Federico di Schleswig-Holstein-Sonderburg-Glücksburg | Federico Guglielmo di Schleswig-Holstein-Sonderburg-Glücksburg |                                                         |  |  |       |  |  |                           |  |  |                                                                |  |
|                                                                 | Federico di Schleswig-Holstein-Sonderburg-Glücksburg | Luisa Carolina d'Assia-Kassel                                  |                                                         |  |  |       |  |  |                           |  |  |                                                                |  |
| Federico Ferdinando di Schleswig-Holstein-Sonderburg-Glücksburg | Federico di Schleswig-Holstein-Sonderburg-Glücksburg |                                                                |                                                         |  |  |       |  |  |                           |  |  |                                                                |  |
|                                                                 |                                                      | Adelaide di Schaumburg-Lippe                                   | Giorgio Guglielmo di Schaumburg-Lippe                   |  |  |       |  |  |                           |  |  |                                                                |  |
|                                                                 |                                                      | Adelaide di Schaumburg-Lippe                                   | Giorgio Guglielmo di Schaumburg-Lippe                   |  |  |       |  |  |                           |  |  |                                                                |  |
|                                                                 |                                                      | Adelaide di Schaumburg-Lippe                                   | Ida di Waldeck e Pyrmont                                |  |  |       |  |  |                           |  |  |                                                                |  |
| Elena Adelaide di Schleswig-Holstein-Sonderburg-Glücksburg      |                                                      | Adelaide di Schaumburg-Lippe                                   |                                                         |  |  |       |  |  |                           |  |  |                                                                |  |
|                                                                 |                                                      | Federico VIII di Schleswig-Holstein-Sonderburg-Augustenburg    | Cristiano di Schleswig-Holstein-Sonderburg-Augustenburg |  |  |       |  |  |                           |  |  |                                                                |  |
|                                                                 |                                                      | Federico VIII di Schleswig-Holstein-Sonderburg-Augustenburg    | Cristiano di Schleswig-Holstein-Sonderburg-Augustenburg |  |  |       |  |  |                           |  |  |                                                                |  |
|                                                                 |                                                      | Federico VIII di Schleswig-Holstein-Sonderburg-Augustenburg    | Luisa Sofia Danneskiold-Samsøe                          |  |  |       |  |  |                           |  |  |                                                                |  |
| Carolina Matilde di Schleswig-Holstein-Sonderburg-Augustenburg  |                                                      | Federico VIII di Schleswig-Holstein-Sonderburg-Augustenburg    |                                                         |  |  |       |  |  |                           |  |  |                                                                |  |
|                                                                 |                                                      | Adelaide di Hohenlohe-Langenburg                               | Ernesto I di Hohenlohe-Langenburg                       |  |  |       |  |  |                           |  |  |                                                                |  |
|                                                                 |                                                      | Adelaide di Hohenlohe-Langenburg                               | Ernesto I di Hohenlohe-Langenburg                       |  |  |       |  |  |                           |  |  |                                                                |  |
|                                                                 |                                                      | Adelaide di Hohenlohe-Langenburg                               | Feodora di Leiningen                                    |  |  |       |  |  |                           |  |  |                                                                |  |
|                                                                 |                                                      | Adelaide di Hohenlohe-Langenburg                               |                                                         |  |  |       |  |  |                           |  |  |                                                                |  |